# It Happened on Friday
It Happened on Friday è un cortometraggio muto del 1915 diretto da Al Christie (con il nome Al E. Christie).

## Produzione
Il film fu prodotto dalla Nestor Film Company.

## Distribuzione
Distribuito dall'Universal Film Manufacturing Company, il film - un cortometraggio in una bobina - uscì nelle sale cinematografiche USA il 23 marzo 1915.